# Qolamhossein Karbaschi
Gholamhossein Karbaschi ou Qolamhossein Karbaschi (en persan : غلامحسین کرباسچی, Qolāmhossein Karbāschi) est un homme politique iranien qui a été maire de Téhéran entre 1990 et 1998.
Il est considéré comme étant de tendance réformiste et est un allié de l'ancien président Akbar Hashemi Rafsanjani. Il a également été un des soutiens clé à Mohammad Khatami lors de l'élection présidentielle de 1997. Après l'élection au poste de président de Khatami, une lutte de pouvoir a eu lieu entre les réformistes et les conservateurs au sein de la scène politique iranienne. De nombreux politiciens réformistes ont alors été jugés et éventuellement condamnés. Dans ce contexte, Karbaschi a été accusé de détournement de fonds et condamné à une peine de prison. De sa libération jusqu'en 2014, Karbaschi occupe le poste de secrétaire-général du Parti des cadres de la construction.
Karbaschi a été un moteur important de la modernisation de la politique iranienne lorsqu'il était maire de Téhéran. Il a également lancé le premier journal iranien en couleurs, Hamshahri.